# Holó
En física, un holó (nom provinent de la paraula anglesa 'hole', forat, amb el sufix -ó indicant una partícula; també conegut com a carregó) és un dels tres tipus de quasipartícules, juntament amb els espinons i els orbitons, formades a partir d'electrons en sòlids que pateixen un procés de separació espín-càrrega quan són confinats estretament a temperatures a prop del zero absolut.
L'electró pot ser considerat teòricament com un estat lligat de tres quasipartícules, amb l'espinó portant l'espín de l'electró, l'orbitó portant-hi el seuorbital atòmic i l'holó portant la seva càrrega, les quals, sota certes condicions extremes, poden esdevenir deconfinades i comportar-se com a partícules independents. Sent de la mateixa càrrega, els electrons es repel·leixen els uns als altres, així quan són confinats en un entorn extremadament estret, són forçats a modificar el seu comportament. Experimentalment, s'ha observat que els electrons poden «saltar» un sobre l'altre mitjançant efecte túnel quàntic, i per tal de poder fer-ho se separen en dues partícules, anomenades espinons i holons.